# Eygalayes
Eygalayes ist ein Ort und eine französische Gemeinde mit 90 Einwohnern (Stand: 1. Januar 2022) im Département Drôme in der Region Auvergne-Rhône-Alpes (vor 2016 Rhône-Alpes). Sie gehört zum Arrondissement Nyons und zum Kanton Nyons et Baronnies.

## Lage
Eygalayes liegt etwa 45 Kilometer ostnordöstlich von Avignon an der Méouge. Umgeben wird Eygalayes von den Nachbargemeinden Izon-la-Bruisse im Norden, Ballons im Nordosten, Lachau im Osten, Montfroc im Südosten, Les Omergues im Süden, Séderon im Westen und Südwesten sowie Vers-sur-Méouge im Nordwesten.

## Bevölkerungsentwicklung
| Jahr                       | 1962 | 1968 | 1975 | 1982 | 1990 | 1999 | 2006 | 2019 |
| -------------------------- | ---- | ---- | ---- | ---- | ---- | ---- | ---- | ---- |
| Einwohner                  | 114  | 106  | 89   | 80   | 76   | 76   | 71   | 91   |
| Quellen: Cassini und INSEE |      |      |      |      |      |      |      |      |

## Sehenswürdigkeiten
- Kirche Saint-Sébastien
- Soldatenfriedhof und Mahnmal für die Ermordeten des Widerstands vom 22. Februar 1944

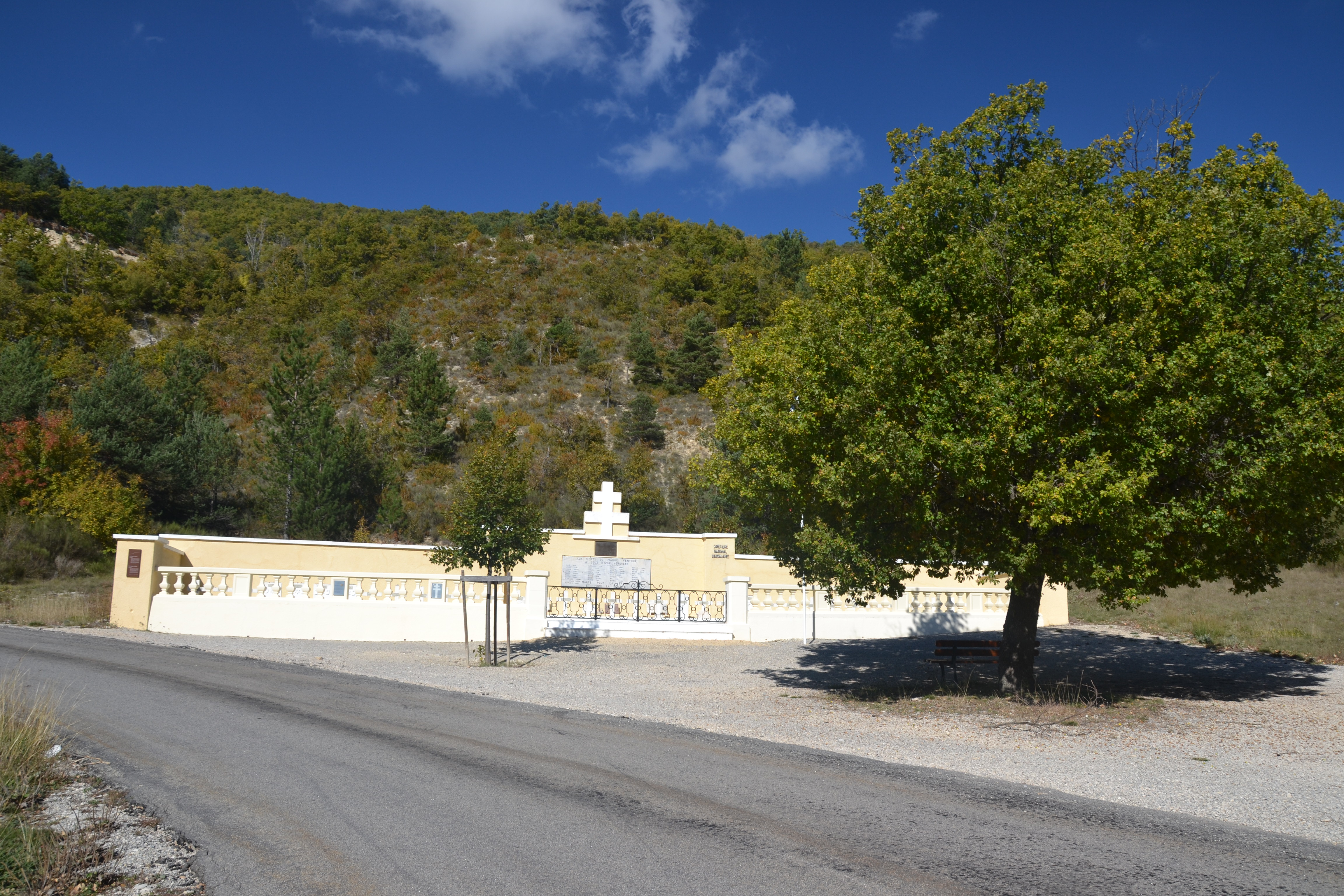
Soldatenfriedhof
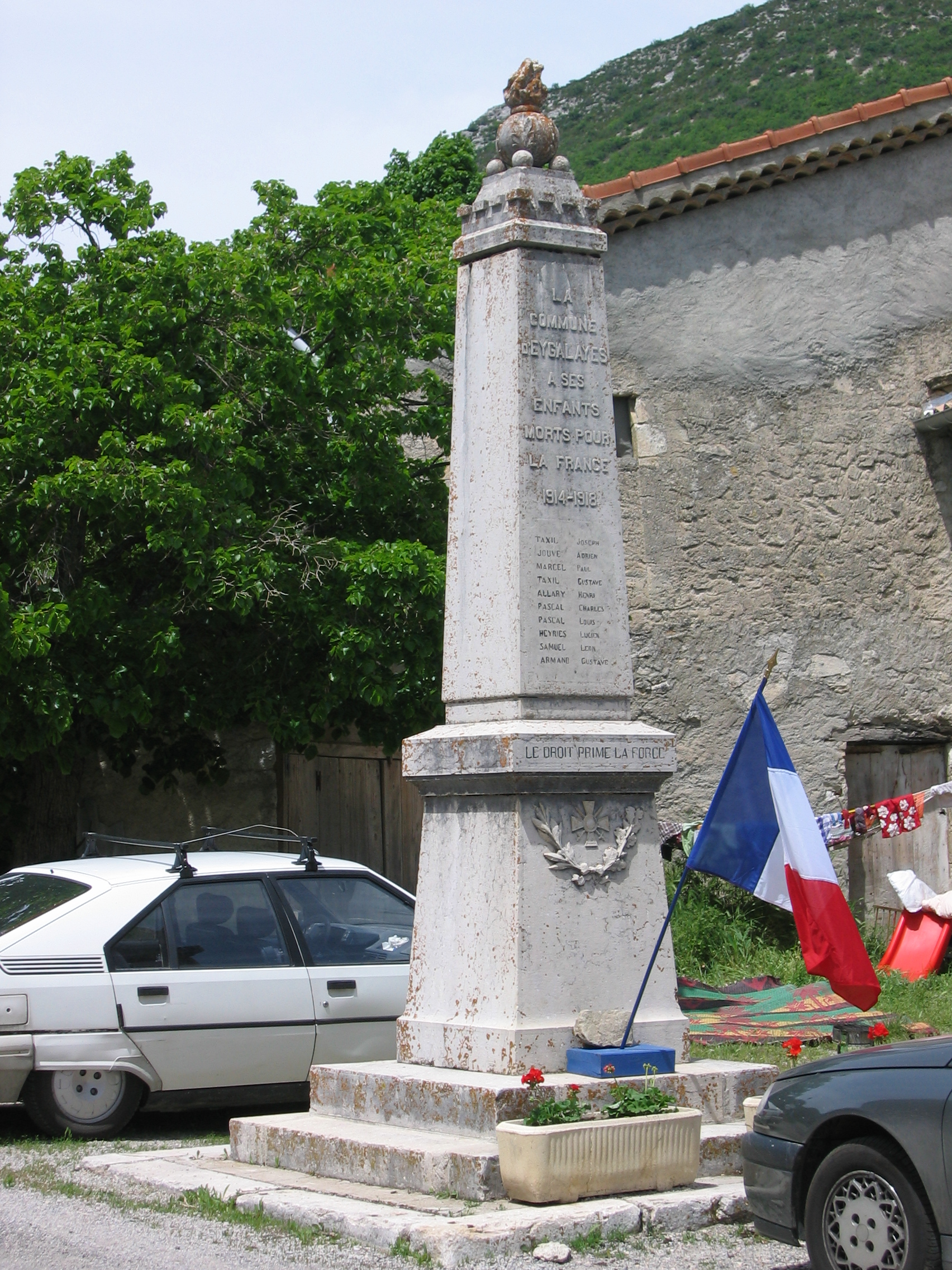
Gefallenendenkmal
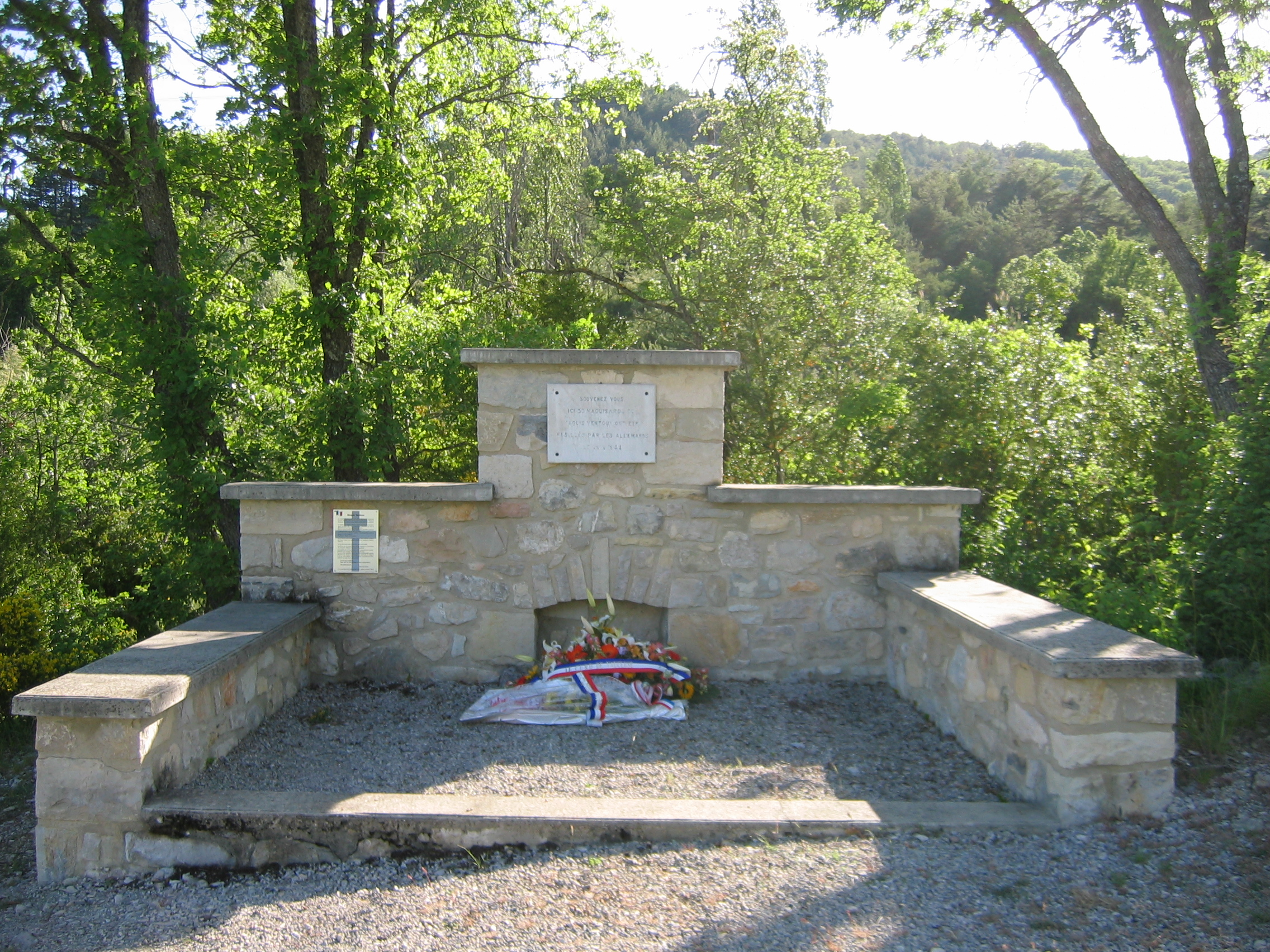
Mahnmal für erschossene Widerstandskämpfer